# Tigre de Trinil
El tigre de Trinil (Panthera tigris trinilensis) és un fòssil de tigre datat amb una antiguitat d'1,2 milions d'anys. Fou trobat a Trinil, a l'illa de Java, Indonèsia. Actualment les restes fòssils es troben al Naturalis, a Leiden, als Països Baixos, formant part de la col·lecció d'Eugène Dubois. Tot i que aquests fòssils s'han trobat a l'illa de Java, no és probable que el tigre de Trinil sigui un avantpassat directe del tigre de Java. El tigre de Trinil s'extingí probablement fa uns 50.000 anys.